# Droga krajowa B14 (Austria)
Droga krajowa B14 (Klosterneuburger Straße) – droga krajowa w Austrii. Trasa zaczyna się wschodnich obrzeżach Wiednia i prowadzi bulwarem wzdłuż Dunaju przez stolicę Austrii. Po opuszczeniu miasta droga odsuwa się od rzeki – prowadząca nadal równolegle do niej – i przez Klosterneuburg dociera do Tulln an der Donau, gdzie tworzy obwodnicę miasta.

## Odgałęzienia
Droga krajowa B14a – droga krajowa biegnąca przez most nad Dunajem w centrum Wiednia łącząca B14 z biegnącą równolegle – po przeciwnym brzegu rzeki – autostradą A22.
Droga krajowa B14b – droga krajowa na obrzeżach Wiednia łącząca B14 z miastem Schwechat.